# Patrice Latron
Patrice Latron, né le 27 juillet 1961 à Blida, dans la région de Petite Kabylie, en Algérie, est un haut fonctionnaire français. Préfet, il est directeur de cabinet de la ministre déléguée à la Mémoire et aux Anciens Combattants depuis le 13 novembre 2020.
Il occupe notamment le poste de préfet de l'Yonne de 2017 à 2020, avant d'être nommé conseiller du gouvernement, chargé du déploiement du service national universel le 11 décembre 2019. Le 7 décembre 2022, il est nommé préfet d'Indre-et-Loire.
Par décret du 31 octobre 2024, Patrice Latron est nommé préfet de la région Réunion, préfet de la Réunion, quittant ainsi le poste de préfet d'Indre-et-Loire.

## Biographie
Patrice Paul Marie Latron fait des études supérieures littéraires (hypokhâgne et khâgne). Il est titulaire d'un DEUG d'anglais de l'université de Nanterre. Militaire de formation, il est diplômé de Saint-Cyr en 1983.
Il commence sa carrière en 1984 au 1er régiment de chasseurs parachutistes en tant que chef de section. Il est alors basé au camp de Souge. En 1988, il devient officier instructeur au centre national d'entraînement commando de Pont-Saint-Vincent.
En 1990, il est nommé commandant de la 3e compagnie de combat du 9e régiment de chasseurs parachutistes situé à Pamiers. Il effectue notamment un séjour au Gabon au 6e bataillon d'infanterie de marine de novembre 1990 à février 1991 ; ainsi qu'à Sarajevo avec les casques bleus de décembre 1992 à juin 1993. La même année, il passe officier d'état-major à la base de transit interarmées de la Rochelle.
En juillet 1994, il obtient le poste d'aide de camp du Premier ministre Édouard Balladur. Il reste en place jusqu'au départ d'Alain Juppé le 2 juin 1997. Le 28 juin 1997, il est fait chevalier du Mérite.
Il rejoint le corps préfectoral en tant que sous-préfet en 1997. Il occupe d'abord la fonction de directeur de cabinet du préfet de l'Ain Philippe Ritter puis du préfet de l'Oise Alain Géhin le 4 septembre 1998.
Le 6 juin 2000, il est nommé sous-préfet des Îles-du-Nord. Par décret du président de la République, il est nommé chevalier de la Légion d'honneur le 23 avril 2002. À partir du 19 novembre 2003, il dirige le cabinet de la directrice des affaires politiques, administratives et financières de l'outre-mer, en remplacement de Jacques Witkowski. Il occupe ensuite les postes de secrétaire général de la préfecture de la Martinique du 17 septembre 2005 au 11 septembre 2008 puis de l'Hérault jusqu'en 2011.
Le 17 novembre 2011, il devient préfet de Saint-Pierre-et-Miquelon. Il est haut fonctionnaire de défense adjoint au ministère de l'Intérieur du 12 décembre 2014 au 5 mars 2015.
À la suite des attentats de janvier 2015, il est nommé coordinateur de la sécurité des sites de la communauté juive par le ministre de l'Intérieur. Lors du conseil des ministres du 4 mars 2015, il est fait directeur de cabinet du préfet de police de Paris Bernard Boucault. Le 16 mai 2015, il est promu officier du Mérite.
Le 28 juillet 2017, il est nommé préfet de l'Yonne, succédant à Jean-Christophe Moraud. Il est installé dans cette fonction le 21 août 2017. Le 11 décembre 2019, il est nommé conseiller du gouvernement, chargé du déploiement du service national universel. Son successeur à la préfecture de l'Yonne, Henri Prevost, ancien directeur de l'Agence nationale de traitement automatisé des infractions, prend ses fonctions le 6 janvier 2020. Patrice Latron demande à quitter sa fonction de conseiller du gouvernement le 12 novembre 2020.
Il est directeur de cabinet de la ministre déléguée à la Mémoire et aux Anciens Combattants, Geneviève Darrieussecq, du 13 novembre 2020 au 02 janvier 2023, date à laquelle il est nommé préfet d'Indre et Loire.

## Décorations
- Chevalier de la Légion d'honneur (23 avril 2002)
- Commandeur de l'ordre national du Mérite (nommé le 15 mai 2025)[7] ;
  - nommé officier le 15 mai 2015[8], fait officier le 1er juillet 2015[7] ;
  - fait chevalier le 28 juin 1997[8].